# Johann Karl Burckhardt

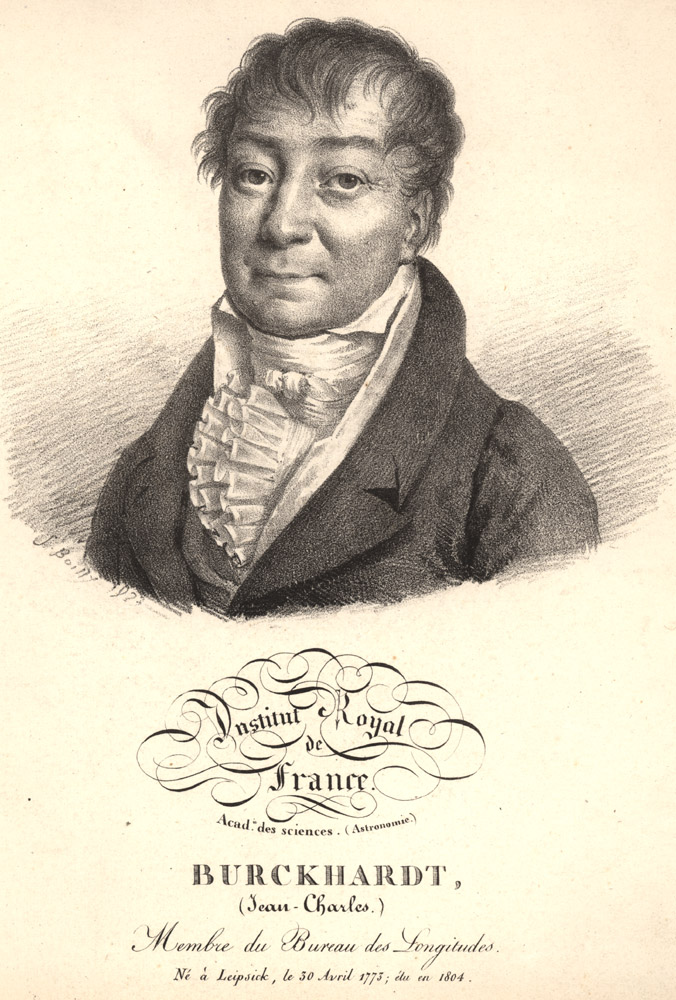
Johann Karl Burckhardt

Johann Karl Burckhardt (* 30. April 1773 in Leipzig, Kurfürstentum Sachsen; † 22. Juni 1825 in Paris) war ein deutsch-französischer Astronom.

## Leben
Burckhardt studierte an der Universität Leipzig Mathematik und Astronomie und kam später zu Zach an die Sternwarte Gotha, wo er als Adjunkt praktischen Unterricht in der Beobachtung des Himmels nahm. Zach empfahl ihn 1797 an Lalande in Paris, wo sich Burckhardt insbesondere mit der Berechnung der Bahnen von Kometen beschäftigte. Burckhardt wurde Adjunkt beim Pariser Längenbüro und erhielt am 20. Dezember 1799 den französischen Naturalisationsbrief als französischer Bürger.
Nach dem Tode Lalandes im Jahr 1807 wurde Burckhardt Astronom an der Sternwarte der Militärschule von Paris. Seine 1812 herausgegebenen Mondtafeln galten lange als die besten seiner Zeit. 1817 gab er Tafeln der Primfaktoren aller natürlichen Zahlen kleiner als 3.000.000 heraus. Seit 1799 war er korrespondierendes Mitglied der Göttinger Akademie der Wissenschaften und seit 1801 korrespondierendes Mitglied der Russischen Akademie der Wissenschaften in St. Petersburg. 1804 wurde er in die Académie des sciences, 1808 in die Bayerische Akademie der Wissenschaften und 1822 in die American Academy of Arts and Sciences gewählt.
Der Mondkrater Burckhardt ist nach ihm benannt.

## Werke
- Methodus combinatorio-analytica, evolvendis fractionum continuarum valoribus maxime idonea. Leipzig 1794
- Abhandlung über den Kometen von 1770 in den Mémoires de l’Institut. 1806 (preisgekrönt)
- Table des diviseurs pour tous les nombres du premier, second et troisième million, Paris 1817